# Liste der Monuments historiques in Matzenheim
Die Liste der Monuments historiques in Matzenheim führt die Monuments historiques in der französischen Gemeinde Matzenheim auf.

## Liste der Bauwerke
| Bezeichnung   | Beschreibung                                                             | Standort                     | Kennzeichnung | Schutzstatus | Datum | Bild |
| ------------- | ------------------------------------------------------------------------ | ---------------------------- | ------------- | ------------ | ----- | ---- |
| Wohnhaus      | Fachwerkhaus, bezeichnet 1624                                            | 3 route de Strasbourg (Lage) | PA00085294    | Classé       | 1995  |      |
| Schloss Werde | Burganlage des 12. Jahrhunderts, im 18. Jahrhundert zum Schloss umgebaut | 11 Werde (Lage)              | PA00125219    | Inscrit      | 1993  |      |

## Liste der Objekte
| Bezeichnung                               | Beschreibung                                                                                    | Standort                          | Kennzeichnung | Schutzstatus | Datum | Bild |
| ----------------------------------------- | ----------------------------------------------------------------------------------------------- | --------------------------------- | ------------- | ------------ | ----- | ---- |
| Schädelreliquiar des heiligen Sigismund   | Holz, farbig gefasst und vergoldet, Eisendraht, Perlen, Edelsteine, Anfang des 19. Jahrhunderts | in der Kirche St-Sigismond (Lage) | PM67000750    | Classé       | 1995  |      |
| Kanzel                                    | Holz, vergoldet, vermutlich vom Ende des 18. Jahrhunderts                                       | in der Kirche St-Sigismond (Lage) | PM67001658    | Inscrit      | 1993  |      |
| Hauptaltar                                | Holz, farbig gefasst und vergoldet, zweite Hälfte des 18. Jahrhunderts                          | in der Kirche St-Sigismond (Lage) | PM67000749    | Classé       | 1995  |      |
| Gemälde Verklärung des heiligen Sigismund | Anfang des 19. Jahrhunderts                                                                     | in der Kirche St-Sigismond (Lage) | PM67001660    | Inscrit      | 1993  |      |
| Taufbecken                                | Sandstein, 1617                                                                                 | in der Kirche St-Sigismond (Lage) | PM67001659    | Inscrit      | 1993  |      |
| Skulptur Majestas Domini                  | Holz, farbig gefasst, Anfang des 17. Jahrhunderts                                               | in der Kirche St-Sigismond (Lage) | PM67001661    | Inscrit      | 1995  |      |